# Дракон в геральдике
Не путать со Змея в геральдике
Драко́н (Drache, dragon) — популярный геральдический символ, пресмыкающееся, но вместе и крылатое животное.

## Символизм
Изображается с большой заострённой головою и развёрстою пастью, из которой, а равно и ноздрей, часто изображается выходящее пламя. Он имеет также выпущенный язык и большие зубы. Крылья его подобно тому, как у летучих мышей, имеют на конце костей когти. Передние ноги его подобны львиным или орлиным. Вместо задних ног, он имеет толстый кольчатый хвост. Изображается в профиль, различного цвета, причём вооружения его имеют обыкновенно другую окраску. Изображается иногда коронованным, редко с человеческою головою. В гербах часто встречается изображение Святого Георгия Победоносца на коне или пешего, поражающего копьём дракона. 
Драконообразный лев — сходен с драконом, но отличается изображением львиной головой. 
Крылатый змий — сходен с драконом, но отличается от последнего лишь тем, что имеет и задние львиные ноги.
В книге Complete Guide to Heraldry (1909) геральдист Артур Чальз Фокс-Дэвис отметил, что дракон изображается «вздыбленным» (rampant), «идущим» (passant) и «стоящим» (statant).
- Dragon rampant
- Dragon passant
- Dragon statant

Дракон, эмблема нечистой силы, язычества, невежества, изображается в профиль с лапами грифа, на которых он и покоится; язык его похож на жало, крылья у него такие же, как у летучей мыши, а туловище оканчивается рыбьим хвостом.
В русской геральдике символы «дракон» и «змий» смешаны. Некоторые исследователи (А. Б. Лакиер, П. П. Винклер) не разделяют змея и дракона, в то время как другие (Ю. В. Арсеньев) разделяют, указывая на разное количество лап (у змея — четыре, у дракона — две), хотя в большинстве художественных образов (в картинах, фильмах, скульптурах) у драконов четыре лапы. В источниках XVIII века встречаются переводы иноязычного слова «дракон» русским «змий». Так, в описании государственного герба, сделанного Ф. Санти в 1722 году на французском языке, стоит «dragon». В переводе же, сделанном, видимо, вскоре после сочинения Санти, это слово передано как «змий». В XIX веке ввиду, вероятно, широкого распространения слова «дракон» в русском языке, геральдическую фигуру «змий» переименовали в «дракон».
Легендами об драконах особенно богаты различные сказания и жития святых, в особенности на западе. Отсюда изображения их заимствовали и церковная живопись и геральдика. В русской геральдике встречаем чёрного коронованного дракона в древнем гербе Казанского царства, помещённого в большой государственной печати царя Ивана IV Васильевича Грозного. В польской геральдике дракон с крестом над ним, называется грифом, но со змеиным хвостом.

## Дракон в дворянских гербах
Бешенцовы, Воейковы, Голохвастовы, Дадиан-Мингрельский Николай (князь), Дайнезе, Муравьёв Михаил (граф), Дуровы, Лутковские, Офросимовы, Портнягины,  Рыковы, Сабанеевы, Скарятины, Херасковы, Языковы.

## Примеры гербов
- Герб Москвы (Россия)
- Герб Младейофа-на-Мораве (Чехия)
- Герб волости Балтув (Польша)